# ملايو سريلانكا
ملايو سريلانكا (المعروفة أيضًا باللغة السنهالية جا مينيسّو Ja Minissu التي تعني الجاويون) (بالسنهالية: ශ්‍රී ලාංකා මැලේ؛ بالتاميلية: இலங்கை மலாய்)- مصطلح شامل يستخدم تاريخًا لجميع سكان أرخبيل الملايو- ملايو سريلانكا هي مجموعة عرقية مسلمة ويبلغ عددهم حوالي 40.000 نسمة ويشكلون 0.20٪ من السكان سريلانكا. وقد استقر ملايو سريلانكا لأول مرة في البلاد عندما كانت كل من سريلانكا وإندونيسيا مستعمرتين هولنديتين، أي خلال فترة سيلان الهولندية، بينما كانت الموجة الثانية (1796-1948). قد جاءت من شبه جزيرة الملايو، عندما كان كل من مالايو وسريلانكا ضمن مستعمرات الإمبراطورية البريطانية.
يرجع وجود الملايو الكبير في سريلانكا إلى أوائل القرن الثالث عشر، عندما تمكن تشاندرابهانو سريداماراجا، من ملايو تمبرالينغا(مملكة ملايوية) من احتلال الجزء الشمالي من الجزيرة في عام 1247، ومع ذلك كان أتباع شاندرابانو قد أستوعبهم السكان المحليين.العديد من أسلاف الملايويون الحاليين في سريلانكا جاءوا بصفتهم جنود هولنديين الذين استمروا فيما بعد من قبل البريطانيين كعمال إداريين لمستعمرة سريلانكا، والذين أختارو الاستقرار في الجزيرة. وكان مهاجرون آخرون مدانين أو مناصرين لسلطنات جزر الهند الشرقية الهولندية (إندونيسيا الحالية) الذين كانوا قد نُفيوا إلى سريلانكا ولم يغادروها أبداً. المصدر الرئيسي للهوية الملاوية المستمرة هي لغتهم الملاوية الشائعة، والدين الإسلامي وأصول أسلافهم الملاوية. وقد تم الاحتفال بالعديد من الملاويون السريلانكيين كجنود شجعان وسياسيين ورياضيين ومحامين ومحاسبين وأطباء.